# Sclerochilus
Sclerochilus is een geslacht van kreeftachtigen uit de klasse van de Ostracoda (mosselkreeftjes).

## Soorten
- Sclerochilus (Fascichilus) asymmetricus Schornikov, 1981
- Sclerochilus (Fascichilus) multiporosus Schornikov, 1981
- Sclerochilus (Fascichilus) pusillus Schornikov, 1981
- Sclerochilus (Praesclerochilus) antarcticus (Mueller, 1908) Schornikov, 1982
- Sclerochilus (Praesclerochilus) auricularis Schornikov, 1981
- Sclerochilus (Praesclerochilus) kerguelenensis Schornikov, 1982
- Sclerochilus (Praesclerochilus) krosensis Schornikov, 1982
- Sclerochilus (Praesclerochilus) mukaishimensis (Okubo, 1977) Schornikov, 1981
- Sclerochilus (Praesclerochilus) ochotensis Schornikov, 1981
- Sclerochilus (Praesclerochilus) oshoroensis (Hiruta, 1975)
- Sclerochilus (Praesclerochilus) pruniformis Schornikov, 1981
- Sclerochilus (Praesclerochilus) reniformis (Mueller, 1908) Schornikov, 1982
- Sclerochilus (Praesclerochilus) sirenkoi Schornikov, 1981
- Sclerochilus (Praesclerochilus) uncifer Schornikov, 1981
- Sclerochilus (Praesclerochilus) verecundus Schornikov, 1981
- Sclerochilus (Sclerochilus) convexus Schornikov, 1981
- Sclerochilus (Sclerochilus) honshuensus Schornikov, 1981
- Sclerochilus (Sclerochilus) kunashiricus Schornikov, 1981
- Sclerochilus (Sclerochilus) lumidiusculus Schornikov, 1981
- Sclerochilus abbreviatus Brady & Robertson, 1869
- Sclerochilus aequus Mueller, 1894
- Sclerochilus alius Schornikov, 1981
- Sclerochilus baculatus Schornikov, 1981
- Sclerochilus bradyi Rudjakov, 1962
- Sclerochilus brevimaxillaris Schornikov, 1981
- Sclerochilus calcarifer Schornikov, 1981
- Sclerochilus caudatus Schornikov, 1981
- Sclerochilus caudiculatus Schornikov, 1981
- Sclerochilus centroamericanus Hartmann, 1959
- Sclerochilus contortus (Norman, 1862) Sars, 1866
- Sclerochilus convexus Schornikov, 1981
- Sclerochilus crassus Schornikov, 1981
- Sclerochilus curtus Schornikov, 1981
- Sclerochilus curvulus Schornikov, 1981
- Sclerochilus disjunctus Hartmann, 1974
- Sclerochilus dubowskyi Marinov, 1962
- Sclerochilus entis Schornikov, 1981
- Sclerochilus eocaenus Chapman, 1926 †
- Sclerochilus eximius Hao (Yi-Chun) in Ruan & Hao (Yi-Chun), 1988
- Sclerochilus fabaceus Schornikov, 1981
- Sclerochilus firmulus Schornikov, 1981
- Sclerochilus furcaspinatus Schornikov, 1981
- Sclerochilus gewemuelleri Dubowsky, 1939
- Sclerochilus hicksi Athersuch & Horne, 1987
- Sclerochilus honshuensus Schornikov, 1981
- Sclerochilus improcerus Schornikov, 1981
- Sclerochilus inaequalis Schornikov, 1981
- Sclerochilus incertus Schneider, 1948 †
- Sclerochilus incomptus Schornikov, 1981
- Sclerochilus incurvatus Klie, 1940
- Sclerochilus inhambanensis Hartmann, 1974
- Sclerochilus insignis Seguenza, 1885
- Sclerochilus iturupicus Schornikov, 1981
- Sclerochilus jurasovi Schornikov, 2004
- Sclerochilus kerguelensis Schornikov, 1982
- Sclerochilus konkensis Livental, 1956 †
- Sclerochilus krosensis Schornikov, 1982
- Sclerochilus kunashiricus Schornikov, 1981
- Sclerochilus kurilensis Schornikov, 1981
- Sclerochilus laptevensis Schornikov, 2004
- Sclerochilus laptevi Schornikov, 2004
- Sclerochilus levis Mueller, 1894
- Sclerochilus littoralis (Thomson, 1879) Eagar, 1971
- Sclerochilus longisetosus Schornikov, 1981
- Sclerochilus lukini Schornikov, 1981
- Sclerochilus matuaensis Schornikov, 1981
- Sclerochilus minutus Schornikov, 1981
- Sclerochilus modestus Schornikov, 1981
- Sclerochilus moneronicus Schornikov, 1981
- Sclerochilus montbrisoni Carbonnel, 1969 †
- Sclerochilus muelleri Schornikov, 1965
- Sclerochilus nasus Benson, 1959
- Sclerochilus ovatoides Hu, 1984 †
- Sclerochilus parallelus Schornikov, 1981
- Sclerochilus percursus Schornikov, 1981
- Sclerochilus permediocris Schornikov, 1981
- Sclerochilus piaoyina Hu & Tao, 2008
- Sclerochilus porrectus Schornikov, 1981
- Sclerochilus prolongatus Schornikov, 1981
- Sclerochilus protensus Schornikov, 1981
- Sclerochilus rectomarginatus Hartmann, 1964
- Sclerochilus rostratus Schornikov, 1981
- Sclerochilus rubrimaris Schornikov, 1980
- Sclerochilus rudjakovi Athersuch & Horne, 1987
- Sclerochilus schornikovi Athersuch & Horne, 1987
- Sclerochilus semirutrens Schornikov, 1981
- Sclerochilus semivitreus Schornikov, 1981
- Sclerochilus shikotanicus Schornikov, 1981
- Sclerochilus simplex Schornikov, 1981
- Sclerochilus simushiricus Schornikov, 1981
- Sclerochilus sinensis Zhao (Yi-Chun) (Quan-Hong) in Wang et al., 1988
- Sclerochilus singularis Schornikov, 1981
- Sclerochilus sparsus Schornikov, 1981
- Sclerochilus spongiiphilus Schornikov, 1981
- Sclerochilus strictus Schornikov, 1981
- Sclerochilus subcycloidea (Hu, 1983)
- Sclerochilus svalbardensis Hartmann, 1994
- Sclerochilus taiwanicus (Hu, 1984) Hu, 1986 †
- Sclerochilus truncatus (Malcomson, 1886) Athersuch & Horne, 1987
- Sclerochilus tumidiusculus Schornikov, 1981
- Sclerochilus ventrilatus Schornikov, 1981
- Sclerochilus ventriosus Hartmann, 1956
- Sclerochilus vermifer Schornikov, 1981
- Sclerochilus virguliformis Schornikov, 1981
- Sclerochilus whatleyi Athersuch & Horne, 1987